# Torbjörn Frejd
Torbjörn Frejd, född 1944, är en svensk kemist.
Torbjörn Frejd disputerade 1975 vid Lunds universitet där han senare blivit professor i organisk kemi. Han bedriver forskning inom syntetisk organisk kemi. Han har tidigare arbetat med katalytisk asymmetrisk syntes hos Barry Sharpless och var 1979–1983 anställd på biooorganiska avdelningen vid Sockerbolaget. Han är sedan 2002 ledamot av Vetenskapsakademien.

### Fotnoter
1. ↑  Frejd, Torbjörn (1975) (på engelska). Ring-opening of substituted 3-thienyllithium derivatives and related systems. Lund. Libris 368342